# Matej Stare
Matej Stare, slovenski kolesar, * 20. februar 1978, Kranj.
Stare je med letoma 2002 in 2010 tekmoval za slovenska kluba Perutnina Ptuj-KRKA-Telekom Slovenije in Sava.